# Svrhe
Sferkë en albanais et Svrhe en serbe latin (en serbe cyrillique : Сврхе) est une localité du Kosovo située dans la commune/municipalité de Klinë/Klina et dans le district de Pejë/Peć. Selon le recensement kosovar de 2011, elle compte 2 448 habitants, dont une majorité d'Albanais.

## Démographie

### Évolution historique de la population dans la localité
| 1948 | 1953 | 1961  | 1971  | 1981  | 1991  | 2011  |
| ---- | ---- | ----- | ----- | ----- | ----- | ----- |
| 761  | 860  | 1 013 | 1 222 | 1 842 | 2 512 | 2 448 |

|  |